# Zanuck East Peak
Zanuck East Peak är en bergstopp i Antarktis. Den ligger i Västantarktis. Nya Zeeland gör anspråk på området. Toppen på Zanuck East Peak är 1 562 meter över havet.
Terrängen runt Zanuck East Peak är varierad. Trakten är obefolkad. Det finns inga samhällen i närheten. 